# Plan d'occupation des sols
Pour les articles homonymes, voir POS.
Le plan d'occupation des sols (POS) est un ancien document d'urbanisme prévu par le droit français, dont le régime a été créé par la Loi d'orientation foncière de 1967. Sa disparition a été organisée par la Loi relative à la solidarité et au renouvellement urbains du 13 décembre 2000 et la Loi ALUR du 24 mars 2014, au profit des nouveaux Plans locaux d'urbanisme (PLU).
Toutefois, les anciens POS subsistent et gardent toute leur validité juridique tant qu'ils n'ont pas été transformés en PLU. Ce fut par exemple le cas à Paris par la délibération du conseil de Paris du 12 juin 2006 entrée en vigueur le 1er septembre 2006. Toutefois, la Loi ALUR organise la fin des POS, dont les derniers s'éteindront le 26 mars 2017 si une procédure d'adoption de PLU ou de PLUI n'a pas été entreprise. Dans ce cas, ces POS cesseront d'être applicables au plus tard le 31 décembre 2020.

## Histoire des POS
Les POS succèdent aux anciens plans d'aménagement d'embellissement et d'extension puis aux Plans d'Urbanisme de Détail. La montée en charge de ce régime, créé par la Loi d'orientation foncière de 1967, a été assez lente, puisqu'au 1er octobre 1983, 10 865 POS seulement avaient été prescrits et 5 370 POS avaient été approuvés et donc rendus opposables. Ce projet de loi avait pour principal objectif de répondre aux besoins de logement des Trente Glorieuses. En effet, cette période était synonyme de croissance économique et démographique entrainant une expansion urbaine. Le POS avait donc pour but de contrôler cette nouvelle urbanisation en matière de confort des nouveaux logements, de salubrité et de sécurité[source insuffisante].
Les POS, ainsi que les Schémas Directeurs (SD) et les Plans d'Aménagement de Zone (PAZ), jugés obsolètes, disparaissent au profit des Schémas de Cohérence Territoriale (SCOT) et des Plans Locaux d'Urbanisme (PLU) par la loi SRU du 13 décembre 2000. Les PLU se substituent ainsi progressivement aux POS.

## Nature et effets du POS
Les POS étaient des documents locaux, généralement établis à l'échelle de la commune, établis pour le moyen terme (10 à 15 ans) mais sans que la loi ne fixe de date de péremption, qui « fixent les règles générales et les servitudes d'utilisation des sols, qui peuvent notamment comporter l'interdiction de construire » .
Le POS concernait toutes les propriétés, qu'elles soient privées ou publiques et déterminait notamment les droits à construire et les conditions d'évolution attachés à chaque propriété.
Ce document juridique, de portée générale, s'imposait à tous, particuliers et administrations et constituait la référence pour l'instruction des permis de construire et des autres autorisations d'urbanisme. En effet, le code de l'urbanisme prévoyait dès la réforme opérée par la Loi no 76-1285 du 31 décembre 1976 que « Les règles et servitudes définies par un plan d'occupation des sols ne peuvent faire l'objet d'aucune dérogation à l'exception des adaptations mineures rendues nécessaires par la nature du sol, la configuration des parcelles ou le caractère des constructions avoisinantes ». Cette disposition s'applique toujours mais de nouvelles possibilités de dérogation ont été créées depuis par le législateur.
Pour permettre cette détermination des possibilités de construire sur un terrain donné, le POS découpait le territoire sur lequel il s'appliquait en deux types de zones : les zones urbaines, constructible immédiatement, et les zones naturelles.
Grâce à ce zonage, chaque propriétaire pouvait déterminer si son terrain était constructible, dans quelles limites et moyennant quelles contraintes de taille et d'implantation du bâtiment, d'aspect...
Le non-respect de ces règles par un propriétaire, un locataire, un constructeur... est interdit et pénalement sanctionné, même s'il n'est pas soumis à l'obligation d'obtenir un permis de construire en raison de la faible importance de son projet.
Depuis la loi de 1983, les communes dotées d'un POS, ou, désormais, d'un PLU délivrent elles-mêmes les permis de construire et les autres autorisations d'urbanisme, après une instruction faite soit par les services municipaux ou intercommunaux, soit par les services de l'urbanisme de l'État ou d'autres services publics.
Par ailleurs, les communes dotées d'un POS (ou d'un PLU) peuvent créer un droit de préemption, initialement la zone d'intervention foncière (ZIF) et désormais le Droit de préemption urbain (DPU).

## L'élaboration et les évolutions des POS
Si les POS étaient initialement élaborés et approuvés par les services de l'État, la loi de décentralisation du 7 janvier 1983 a transféré cette responsabilité aux services et aux élus des communes, qui doivent recueillir les avis des services de l'État, des organismes publics et des collectivités intéressées, avant de les approuver.
Le POS était élaboré depuis à l'initiative des communes ou des intercommunalités mais la loi ne les obligeait pas à se doter d'un tel document : la collectivité pouvait choisir de se doter d'une carte communale ou décider de rester soumise au seul règlement national d'urbanisme.

## Les éléments constitutifs du POS
Les POS comportent obligatoirement quatre parties :
- le rapport de présentation,
- le document graphique,
- le règlement,
- les annexes.

### Le rapport de présentation
Le rapport de présentation est un élément essentiel de tous les documents d'urbanisme, tels que le POS. Sans valeur juridique autonome, il permet d'expliquer la raison d'être des diverses règles contenues dans le règlement et le document graphique, et établit leur cohérence avec les objectifs d'intérêt général poursuivis par les rédacteurs du document.
Il s'articule en deux parties : la première expose le diagnostic du territoire concerné et la seconde justifie les mesures envisagées par le plan au regard des objectifs dans le cadre défini par la loi et, éventuellement, les documents "supérieurs" avec lequel le POS doit être compatible : schéma directeur, PLH, schéma de mise en valeur de la mer…
L'insuffisance ou l'absence du rapport de présentation peut entraîner l'annulation du document d'urbanisme par le Tribunal administratif.

### Le document graphique
Il s'agit d'un document présenté sous la forme d'une carte divisant le territoire de la commune en plusieurs zones :
- Les zones urbaines (zones U), qui sont essentiellement des quartiers déjà construits ou voués à être densifiés. Des zones urbaines spécifiques peuvent être définies : par exemple, une zone urbaine centrale (souvent dénommée zone UA[note 1]) ou des zones réservées aux activités économiques.
- Les zones naturelles, définies réglementairement[9] comme étant constituées des zones :
  - NA : zone d'urbanisation future
  - NB : zone urbanisée de fait, qu'il n'est pas prévu de renforcer
  - NC : zone agricole
  - ND : zone protégée.

### Le règlement
Il décrit, pour chaque zone définie dans le document graphique, les dispositions réglementaires applicables. Il comprend 15 articles :
- Article 1 : Type d'occupation ou d'utilisation du sol interdites
- Article 2 : Type d'occupation ou d'utilisation du sol soumises à des conditions particulières
- Article 3 : Accès et voirie
- Article 4 : Desserte par les réseaux (eau, assainissement, électricité)
- Article 5 : Caractéristiques des terrains
- Article 6 : Implantation des constructions par rapport aux voies et emprises publiques
- Article 7 : Implantation des constructions par rapport aux limites séparatives
- Article 8 : Implantation des constructions les unes par rapport aux autres sur une même propriété
- Article 9 : Emprise au sol
- Article 10 : Hauteur maximum des constructions
- Article 11 : Aspect extérieur
- Article 12 : Stationnement
- Article 13 : Espace libre et plantations, espaces boisés classés
- Article 14 : Coefficient d'occupation des sols
- Article 15 : Dépassement du coefficient d'occupation des sols

Certains de ces articles peuvent ne pas exister dans certaines zones.

### Les annexes
Les annexes comprennent notamment le rappel des servitudes d'utilité publique applicable sur le territoire du POS et liés :
- aux risques majeurs, naturels ou technologiques (Plan de prévention des risques…) ;
- au bruit (plans d'exposition au bruit des aéroports, zones de bruit des routes et voies ferrées…) ;
- à l'environnement et au cadre de vie ;
- au fonctionnement de services publics tels que la navigation aérienne, les télécommunications, les transports d'énergie, la circulation ferroviaire, la voirie…).

## La transition des POS vers les PLU
La Loi relative à la solidarité et au renouvellement urbains (Loi SRU) du 13 décembre 2000 crée un nouveau document d'urbanisme plus ambitieux que les POS, le plan local d'urbanisme. Elle prévoit toutefois que les anciens POS sont maintenus en vigueur et peuvent être concernés par des évolutions relativement mineures, les « modifications », qui ne doivent pas porter « atteinte à l'économie générale du plan ». Si tel n'était pas le cas, il était nécessaire de mener une procédure de révision, qui avait pour effet de transformer le POS en PLU, respectant l'ensemble des nouvelles dispositions légales.
La Loi ALUR du 24 mars 2014 organise la disparition programmée des POS, qui, s'ils n'ont pas été transformés en PLU, sont devenus caducs au plus tard le 26 mars 2017. Le POS continue néanmoins d'être appliqué jusqu'au plus tard le 31 décembre 2019 si une procédure d'adoption de PLU ou de PLUI initiée avant le 31 décembre 2015 est toujours en cours.
Au 31 décembre 2018, 1102 communes disposent encore d'un POS opposable dans le cadre d'une procédure d'élaboration de PLUI.
Lorsque le POS devient ainsi caduc, et tant qu'un nouveau document d'urbanisme n'a pas été rendu opposable, le règlement national d'urbanisme (RNU) s'applique.